# Chinees Classificatiegenootschap
Het Chinees Classificatiegenootschap (中國船級社) is een Chinees classificatiebureau voor schepen. Het bureau is opgericht in 1956 in de Volksrepubliek China. Zijn voornaamste taken zijn het houden van de classificatie, het certificeren en notarieel onderzoek van schepen en offshore installaties. Deze classificatiemaatschappij verricht eveneens statutair werk in naam van de Chinese overheid en van andere vlagstaten. 
Het bureau is lid van de International Association of Classification Societies (IACS) sinds mei 1988.